# La noche de los mil gatos
La noche de los mil gatos (en anglès: Blood Feast) és una pel·lícula de terror mexicana de 1972, dirigida per René Cardona Jr. i protagonitzada per Hugo Stiglitz, Anjanette Menjar, Gerardo Zepeda i Zulma Faiad. Va ser estrenada als Estats Units en 1974. També fou exhibida com a part de la secció oficial en la V Setmana Internacional de Cinema Fantàstic i de Terror.

## Sinopsi
Un assassí en sèrie (Hugo Stiglitz) sedueix dones belles sota falses pretensions, convidant-les al seu ranxo/castell i després matar-les de manera espantosa. Utilitza la carn de les dones per a alimentar a una gran quantitat de gats que guarda en un pou, i manté els seus caps com a trofeus dins de flascons de vidre. No obstant això, una dona valenta a la qual intenta matar aconsegueix escapar. Ell la persegueix però sofreix una lesió menor en la cara durant una baralla amb ella. A més, els gats escapen del pou a través d'un forat en una tanca (després que la dona li llança una llança però falla), i en sentir la ferida, ataquen i devoren Hugo. Finalment, la dona escapa amb èxit en el seu automòbil il·lesa.

## Repartiment
- Anjanette Comer: Cathy
- Zulma Faiad: Ballarina
- Hugo Stiglitz: Hugo
- Christa Linder: Christa
- Tere Velázquez: Dona que dispara als coloms
- Barbara Angely: Barbara
- Gerardo Zepeda: Dorgo
- Jorge Russek: Marit

## Recepció
La revista Shock Cinema es va referir a la cinta com «la pitjor pel·lícula sobre felins assassins mai rodada», destacant les seves pèssimes interpretacions i el rebuscat de la seva història, encara que ressaltant que es tracta d'una pel·lícula superior als últims esforços de Cardona com a director. The Terror Trap li va donar dues estrelles sobre cinc considerant-la "bastant poc impressionant", "suau", "monòleg" i "poc inspirada". Tars Tarkas va suggerir que els gats són intrínsecament poc espantosos, fins i tot quan n'hi ha mil, qualificant la pel·lícula de 2/10. Aggressions Animales la va considerar una de les pitjors pel·lícules de René Cardona Jr., i va dir que, a part d'algunes de les seves idees, no hi havia res interessant.